# پوکارا (تاروکانی)
پوکارا (به اسپانیایی: Pukara) یک کوه در پرو است که در Peru, Arequipa Region واقع شده‌است. پوکارا ۵٬۰۰۰ متر بالاتر از سطح دریا واقع شده‌است.